# Венейблс, Терри
Те́ренс Фре́дерик Ве́нейблс (англ. Terence Frederick Venables; 6 января 1943 — 25 ноября 2023) — английский футболист и футбольный тренер.

## Биография
В детстве переболел полиомиелитом.
В 1960—1970 годах Венейблс был полузащитником. Сыграл более 500 матчей за английские клубы «Челси», «Тоттенхэм Хотспур», «Куинз Парк Рейнджерс» и «Кристал Пэлас». Провёл две игры за сборную Англии.

В 1985 году по версии журнала World Soccer был признан лучшим тренером мира. В том году с «Барселоной» он стал чемпионом Испании. Возглавлял сборную Англии — при нём сборная дошла до полуфинала Евро-1996, уступив на этой стадии Германии по пенальти. Возглавлял и сборную Австралии. В 2003 году прекратил тренерскую карьеру, но спустя три года вернулся в тренерский штаб сборной Англии, где работал ассистентом Стива Макларена, но после непопадания сборной на чемпионат Европы 2008 они были уволены. На назначение в 2008 году на пост главного тренера англичан Фабио Капелло Венейблс отреагировал негативно: 
Тренировать английскую сборную должен английский тренер. Голландец, француз, немец или итальянец легко не сможет до конца вникнуть в наш менталитет, понять команду. Сборная под руководством тренера-иностранца не сможет выигрывать так, как могла бы это делать под началом здешнего специалиста.
В марте 2009 года ему предлагали возглавить «Ньюкасл Юнайтед», но он отказался.

## Смерть
Умер после продолжительной болезни 25 ноября 2023 года в возрасте 80 лет. 26 ноября «Тоттенхэм Хотспур» объявил, что игроки клуба в знак траура наденут чёрные повязки в домашнем матче против клуба «Астон Вилла» в тот же день.

## Достижения

### В качестве игрока
«Челси»
- Обладатель Молодёжного кубка Англии: 1961
- Вице-чемпион Второго дивизиона: 1962/63
- Обладатель Кубка Футбольной лиги: 1965

«Тоттенхэм Хотспур»
- Обладатель Кубка Англии: 1967

### В качестве тренера
«Кристал Пэлас»
- Третье место Третьего дивизиона, выход во Второй дивизион: 1976/77
- Чемпион Второго дивизиона: 1978/79

«Куинз Парк Рейнджерс»
- Чемпион Второго дивизиона: 1982/83

«Барселона»
- Чемпион Примеры: 1984/85
- Обладатель Кубка испанской лиги: 1986

«Тоттенхэм Хотспур»
- Обладатель Кубка Англии: 1991
- Обладатель Суперкубка Англии: 1991

### Личные достижения
- Премия «Дон Балон» Лучшему тренеру года Ла Лиги: 1985
- Тренер года по версии World Soccer: 1985